# 초르너구

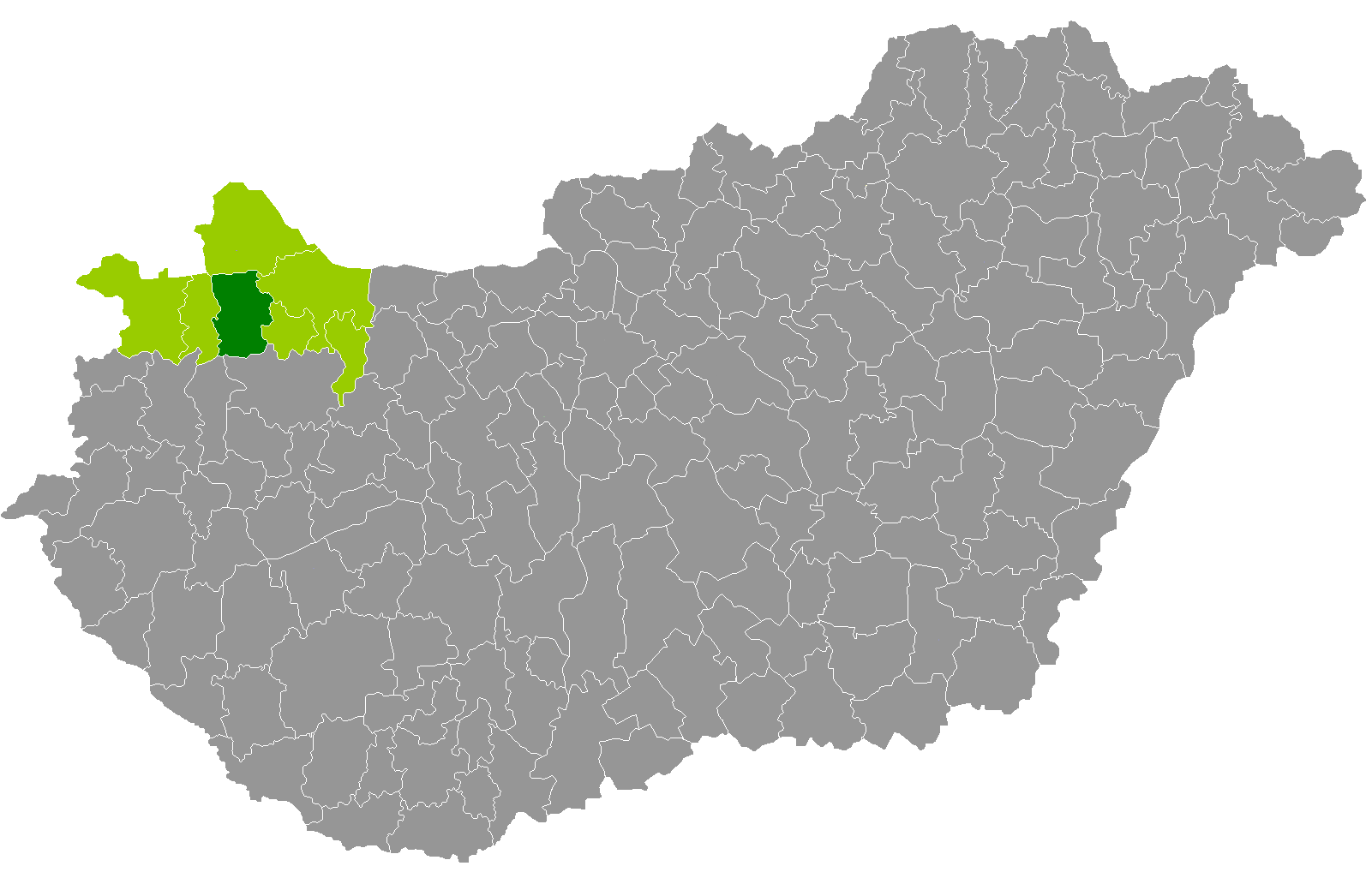
죄르모숀쇼프론주 지도에 표시된 초르너구의 위치

초르너구(헝가리어: Csornai járás)는 헝가리 죄르모숀쇼프론주에 위치한 구로 구청 소재지는 초르너이며 면적은 579.77km2, 인구는 32,970명(2011년 기준), 인구 밀도는 57명/km2이다.
북쪽으로는 모숀머저로바르구, 동쪽으로는 죄르구, 테트구, 남쪽으로는 베스프렘주 파퍼구, 서쪽으로는 커푸바르구와 접한다. 33개 지방 자치체(1개 시, 32개 마을)를 관할한다.

구 문장